# Чемпионат СССР по современному пятиборью 1985
XXXIII чемпионат СССР по современному пятиборью был проведен в городе Львов  Украинская ССР с 18 по 21 июля 1985 года.
Впервые чемпионом Советского Союза стал 22-летний динамовец из Подмосковья чемпион мира среди юниоров 1982, 1984 года, мастер спорта СССР международного класса Игорь Шварц. Золотая медаль досталась Шварцу в упорной борьбе с олимпийским чемпионом Анатолием Старостиным.

## Личное первенство
| Дисциплина        | Золото                                            | Серебро                                      | Бронза                                                            |
| Личное первенство | Игорь Шварц · Московская область · Динамо · 5 482 | Анатолий Старостин · Москва · Динамо · 5 456 | Виктор Кириенко · Украинская ССР, Киев · Вооруженные Силы · 5 430 |